# Campionatul Mondial de Atletism din 2023 - Triplusalt (masculin)
Proba masculină de triplusalt de la Campionatul Mondial de Atletism din 2023 a avut loc în perioada 19-21 august 2023 pe Centrul Național de Atletism din Budapesta, Ungaria.

## Program
Ora este ora Ungariei (UTC+1)
| Dată      | Oră   | Etapă      |
| --------- | ----- | ---------- |
| 19 august | 19:35 | Calificări |
| 21 august | 19:40 | Finala     |

## Rezultate

### Calificări
În finală s-au calificat toți sportivii care au obținut un rezultat mai bun de 17,15m (C) sau cele mai bune 12 performanțe (c).
| Loc | Grupă | Nume                   | Țară                       | Rundă | Rundă | Rundă | Cea mai bună performanță | Note |
| Loc | Grupă | Nume                   | Țară                       | 1     | 2     | 3     | Cea mai bună performanță | Note |
| --- | ----- | ---------------------- | -------------------------- | ----- | ----- | ----- | ------------------------ | ---- |
| 1   | B     | Jaydon Hibbert         | Jamaica                    | 16,99 | 17,70 |       | 17,70                    | C    |
| 2   | A     | Zhu Yaming             | China                      | 17,14 | –     | –     | 17,14                    | c    |
| 3   | B     | Lázaro Martínez        | Cuba                       | 16,65 | 16,50 | 17,12 | 17,12                    | c    |
| 4   | A     | Hugues Fabrice Zango   | Burkina Faso               | 17,12 | –     | –     | 17,12                    | c    |
| 5   | A     | Cristian Nápoles       | Cuba                       | x     | 16,82 | 16,95 | 16,95                    | c    |
| 6   | B     | Yasser Triki           | Algeria                    | 16,95 | –     | –     | 16,95                    | c    |
| 7   | A     | Emmanuel Ihemeje       | Italia                     | 16,91 | 16,54 | –     | 16,91                    | c    |
| 8   | B     | Fang Yaoqing           | China                      | 16,83 | 16,80 | x     | 16,83                    | c    |
| 9   | B     | Tiago Pereira          | Portugalia                 | x     | x     | 16,77 | 16,77                    | c    |
| 10  | B     | Will Claye             | Statele Unite ale Americii | 16,72 | 16,71 | 16,25 | 16,72                    | c    |
| 11  | B     | Leodan Torrealba       | Venezuela                  | 16,72 | x     | 16,54 | 16,72                    | c    |
| 12  | A     | Chris Benard           | Statele Unite ale Americii | x     | x     | 16,71 | 16,71                    | c    |
| 13  | A     | Tobia Bocchi           | Italia                     | 16,20 | 16,18 | 16,66 | 16,66                    |      |
| 14  | A     | Jean-Marc Pontvianne   | Franța                     | x     | 16,64 | 15,93 | 16,64                    |      |
| 15  | A     | Abdulla Aboobacker     | India                      | 16,61 | 16,60 | 16,60 | 16,61                    |      |
| 16  | A     | Necati Er              | Turcia                     | x     | 16,59 | 16,32 | 16,59                    |      |
| 17  | B     | Su Wen                 | China                      | x     | x     | 16,59 | 16,59                    |      |
| 18  | B     | Max Heß                | Germania                   | 16,48 | x     | 16,28 | 16,48                    |      |
| 19  | A     | Hikaru Ikehata         | Japonia                    | 16,00 | 16,40 | 15,99 | 16,40                    |      |
| 20  | B     | Praveen Chithravel     | India                      | 16,38 | 16,28 | 16,32 | 16,38                    |      |
| 21  | A     | Almir dos Santos       | Brazilia                   | 16,16 | 16,09 | 16,34 | 16,34                    |      |
| 22  | B     | Donald Scott           | Statele Unite ale Americii | x     | 16,33 | 16,30 | 16,33                    |      |
| 23  | A     | Dimitrios Tsiamis      | Grecia                     | 15,99 | 15,95 | 16,22 | 16,22                    |      |
| 24  | A     | Kim Jang-woo           | Coreea de Sud              | 15,89 | 16,19 | 16,21 | 16,21                    |      |
| 25  | A     | Enzo Hodebar           | Franța                     | 16,17 | x     | x     | 16,17                    |      |
| 26  | B     | Aaro Davidila          | Finlanda                   | x     | 15,64 | 15,81 | 15,81                    |      |
| 27  | B     | Nikolaos Andrikopoulos | Grecia                     | 15,77 | x     | x     | 15,77                    |      |
| 28  | A     | Luis Reyes             | Chile                      | 15,75 | x     | x     | 15,75                    |      |
| 29  | B     | Eldhose Paul           | India                      | 15,59 | 15,33 | 15,31 | 15,59                    |      |
| 30  | B     | Dániel Szenderffy      | Ungaria                    | 15,18 | x     | 15,38 | 15,38                    |      |
| 31  | A     | Andreas Pantazis       | Grecia                     | x     | 14,67 | x     | 14,67                    |      |
| 32  | A     | Alexis Copello         | Azerbaidjan                | x     | x     | –     | FM                       |      |
| 32  | A     | Julian Konle           | Australia                  | x     | x     | x     | FM                       |      |
| 32  | A     | Jah-Nhai Perinchief    | Bermuda                    | x     | r     |       | FM                       |      |
| 32  | A     | Geiner Moreno          | Columbia                   | x     | x     | x     | FM                       |      |
| 32  | A     | Pedro Pichardo         | Portugalia                 | NS    | NS    | NS    | NS                       | NS   |

### Finala
Finala a avut loc pe 21 august.
| Loc | Nume                 | Țară                       | Rundă | Rundă | Rundă | Rundă | Rundă | Rundă | Cea mai bună performanță | Note |
| Loc | Nume                 | Țară                       | 1     | 2     | 3     | 4     | 5     | 6     | Cea mai bună performanță | Note |
| --- | -------------------- | -------------------------- | ----- | ----- | ----- | ----- | ----- | ----- | ------------------------ | ---- |
| 1   | Hugues Fabrice Zango | Burkina Faso               | 17,37 | x     | 17,28 | 17,36 | 17,64 | x     | 17,64                    |      |
| 2   | Lázaro Martínez      | Cuba                       | x     | 17,41 | 16,55 | x     | x     | 16,83 | 17,41                    |      |
| 3   | Cristian Nápoles     | Cuba                       | x     | 17,02 | x     | 17,40 | x     | x     | 17,40                    | PB   |
| 4   | Zhu Yaming           | China                      | x     | 17,12 | 16,53 | x     | 17,07 | 17,15 | 17,15                    |      |
| 5   | Yasser Triki         | Algeria                    | 16,96 | 16,98 | 17,01 | x     | 16,63 | x     | 17,01                    |      |
| 6   | Fang Yaoqing         | China                      | 16,89 | 17,01 | 16,56 | x     | –     | 15,61 | 17,01                    |      |
| 7   | Will Claye           | Statele Unite ale Americii | 16,71 | 16,99 | x     | x     | 16,89 | x     | 16,99                    | SB   |
| 8   | Emmanuel Ihemeje     | Italia                     | 16,27 | 16,84 | x     | 16,91 | 16,74 | 16,56 | 16,91                    |      |
| 9   | Chris Benard         | Statele Unite ale Americii | 16,21 | 16,62 | 16,03 |       |       |       | 16,62                    |      |
| 10  | Leodan Torrealba     | Venezuela                  | 16,39 | 16,36 | 16,58 |       |       |       | 16,58                    |      |
| 11  | Tiago Pereira        | Portugalia                 | 16,26 | x     | x     |       |       |       | 16,26                    |      |
| 12  | Jaydon Hibbert       | Jamaica                    | x     | –     | –     |       |       |       | FM                       |      |